# Zhang Zhenshi
Dans ce nom chinois, le nom de famille, Zhang, précède le nom personnel.
Pour les articles homonymes, voir Zhang.
Zhang Zhenshi (chinois 张振仕) est un peintre chinois, né en 1914, mort en 1992.

## Portraitiste de Mao
Zhang Zhenshi est l'auteur du portrait original de Mao Zedong dont une copie géante, réalisée en collaboration avec les artistes Wang Qizhi et Jin Shi, a été placée sur la place Tian'anmen en 1951.
Pendant la Révolution culturelle, les gardes rouges le battent, il y perdra un œil.
L'œuvre originale, de 91 cm de haut sur 68,5 de large, peinte en 1950, fait partie des collections du Musée national de Chine. Elle a été acquise en 2006, après qu'un collectionneur eut essayé de la vendre aux enchères. Le portrait de Zhang Zhenshi a inspiré à Andy Warhol une série de peintures de Mao.